# James Allen
James Allen  (28 de novembro de 1864 - 24 de janeiro de 1912) foi um escritor e filósofo britânico conhecido por seus livros inspiradores e poesia e como um pioneiro do movimento do Novo Pensamento e autoajuda. Sua obra mais conhecida, As a Man Thinketh (Você é aquilo que pensa) tem sido editada com sucesso desde que foi publicada, em 1903. Tem sido uma fonte de inspiração para autores motivacionais e de auto-ajuda.
Nascido em Leicester, Inglaterra, em uma família da classe trabalhadora, Allen era o mais velho de dois irmãos. Sua mãe não sabia ler nem escrever. Seu pai, William, era um tecelão. Em 1879, após uma queda no comércio têxtil do centro da Inglaterra, o pai de Allen viajou sozinho para a América para procurar trabalho e estabelecer um novo lar para a família. Dois dias após sua chegada, seu pai foi declarado morto no New York City Hospital, acredita-se que tenha sido um caso de latrocínio. Aos quinze anos de idade, com a família agora enfrentando um desastre econômico, Allen foi forçado a deixar a escola e arrumar trabalho.
Durante grande parte da década de 1890, Allen trabalhou como secretário particular e estafeta em várias empresas de manufatura britânicas. Em 1893 Allen mudou-se para Londres e mais tarde para o Sul do País de Gales, ganhando seu sustento com jornalismo e reportagens. No País de Gales do Sul ele conheceu Lily Louisa Oram (Lily L. Allen), com quem se casou em 1895. Em 1898 Allen encontrou uma ocupação na qual ele pôde mostrar seus interesses espirituais e sociais como escritor da revista The Herald of the Golden Age. Nesta época, Allen entrou em um período criativo onde publicou seu primeiro de muitos livros, From Poverty to Power (1901). Em 1902 Allen começou a publicar sua própria revista espiritual, The Light of Reason (A Luz da Razão), mais tarde intitulada The Epoch.
Em 1903, Allen publicou seu terceiro e mais famoso livro, As a Man Thinketh (Você é aquilo que pensa). Livremente baseado na passagem bíblica de Provérbios 23:7, "Porque, como imaginou na sua alma, assim é;", a pequena obra acabou sendo lida ao redor do mundo e trouxe a Allen fama póstuma como uma das figuras pioneiras do pensamento inspirador moderno. O sucesso do livro permitiu que Allen deixasse seu trabalho de secretariado e prosseguisse sua carreira de redação e edição. Em 1903, a família Allen se retirou para a cidade de Ilfracombe, onde Allen passaria o resto de sua vida. Continuando a publicar a Epoch, Allen produziu mais de um livro por ano até sua morte em 1912. Lá ele escreveu durante nove anos, produzindo 19 obras.

Após sua morte em 1912, sua esposa continuou a publicar a revista. Lily Allen resumiu a missão literária de seu marido no prefácio de um de seus manuscritos publicados postumamente, Foundation Stones to Happiness and Success (Pedras Fundamentais para a Felicidade e o Sucesso) dizendo:
"Ele nunca escreveu teorias; mas ele escreveu quando tinha uma mensagem, e esta se tornou uma mensagem somente quando ele a tinha vivido em sua própria vida, e sabia que era boa. Assim ele escreveu fatos, que ele tinha provado pela prática".

## Referencias
1. ↑  Allen, James; André Piattino (2022). Você é aquilo que pensa. São Paulo: Montecristo Editora. ISBN 9781619653115
2. ↑  "James Allen: A Life in Brief" by Mitch Horowitz, from As a Man Thinketh: Keepsake Edition (Tarcher/Penguin 2009)